# Зибе, Август
Август Зибе (нем. Augustus Siebe; 1788 — 15 апреля 1872, Лондон) — английский конструктор и предприниматель (иммигрировал в Великобританию из Германии).
В 1819 году предложил водолазное снаряжение, состоящее из металлического шлема с иллюминатором, жестко соединенного с открытой кожаной рубахой, которую утяжеляли грузы. В шлем с поверхности подавался воздух, излишек которого выходил из-под нижнего края рубахи. Водолазный скафандр Зибе представлял собой миниатюрный водолазный колокол, позволявший водолазу погружаться на небольшую глубину и находиться под водой только в вертикальном положении. Этот вариант скафандра нашёл практическое применение в 1834 году при водолазных работах на затонувшем корабле «Ройял Джордж».
В 1837 году Зибе усовершенствовал свой водолазный скафандр, соединив шлем с костюмом из водонепроницаемой ткани.
Позднее Зибе основал фирму по производству водолазного снаряжения, известную под названием «Зибе-Горман».